# ジ・アメイジング・バド・パウエル Vol.2
『ジ・アメイジング・バド・パウエル Vol.2』（The Amazing Bud Powell Vol.2）は、ジャズ・ピアノ奏者バド・パウエルのアルバム（10インチLP）。1954年リリース。レコード番号BLP5041。1955年には収録曲を変更して12インチLP盤（レコード番号BLP1504）がリリースされた。

## 収録曲

### 10インチLP盤

#### A面
1. リーツ・アンド・アイ - "Reets And I"
2. ニューヨークの秋 - "Autumn In New York"
3. アイ・ウォント・トゥ・ビー・ハッピー - "I Want To Be Happy"
4. シュア・シング - "Sure Thing"

#### B面
1. グラス・エンクロージャー - "Glass Enclosure"
2. カラード・グリーンズ・アンド・ブラック・アイ・ピーズ - "Collard Greens And Black Eyed Peas"
3. ポルカ・ドッツ・アンド・ムーンビームス - "Polka Dots And Moonbeams"
4. オードリー - "Audrey"

### 12インチLP盤

#### A面
1. リーツ・アンド・アイ - "Reets And I"
2. ニューヨークの秋 - "Autumn In New York"
3. アイ・ウォント・トゥ・ビー・ハッピー - "I Want To Be Happy"
4. イット・クッド・ハプン・トゥ・ユー - "It Could Happen To You"
5. シュア・シング - "Sure Thing"
6. ポルカ・ドッツ・アンド・ムーンビームス - "Polka Dots And Moonbeams"

#### B面
1. グラス・エンクロージャー - "Glass Enclosure"
2. カラード・グリーンズ・アンド・ブラック・アイ・ピーズ - "Collard Greens And Black Eyed Peas"
3. 虹の彼方に - "Over The Rainbow"
4. オードリー - "Audrey"
5. ユー・ゴー・トゥ・マイ・ヘッド - "You Go To My Head"
6. オーニソロジー（別テイク） - "Ornithology" (alt. Take)

## 演奏メンバー

### 10インチLP盤

#### 1953年8月14日録音
- バド・パウエル - ピアノ
- ジョージ・デュヴィヴィエ - ベース
- アート・テイラー - ドラムス

### 12インチLP盤

#### 1949年8月9日録音（B-5,6）
- バド・パウエル - ピアノ
- トミー・ポッター - ベース
- ロイ・ヘインズ - ドラムス

#### 1951年5月1日録音（A-4、B-3）
- バド・パウエル - ピアノ

#### 1953年8月14日録音（A-1,2,3,5,6、B-1,2,4）
- バド・パウエル - ピアノ
- ジョージ・デュヴィヴィエ - ベース
- アート・テイラー - ドラムス